# 美國聯邦儲備局主席列表
美國聯邦儲備局主席是聯邦儲備局的首長，主管美国的联邦储备系统。任期為4年，現任主席為傑羅姆·鮑威爾。

## 歷任美國聯儲局主席列表
列表中不同的背景颜色表示了各个主席所属的不同政党。
| 任数 | 姓名                                                          | 肖像 | 就任日期       | 离任日期      | 政党   | 先前職位                                     |
| ---- | ------------------------------------------------------------- | ---- | -------------- | ------------- | ------ | -------------------------------------------- |
| 1    | 查尔斯·哈姆林 Charles S. Hamlin （1861-1938）                 |      | 1914年8月10日  | 1916年8月9日  | 民主黨 | 美國财政部部长助理                           |
| 2    | 威廉·P·G·哈丁 William P. G. Harding （1864-1930）             |      | 1916年8月10日  | 1922年8月9日  | 民主黨 | 战争金融公司董事总经理                       |
| 3    | 丹尼尔·理查德·克里辛格 Daniel R. Crissinger （1860-1942）     |      | 1923年5月1日   | 1927年9月15日 | 民主黨 | 货币主计长                                   |
| 4    | 罗伊·A·杨 Roy A. Young （1882-1960）                          |      | 1927年9月4日   | 1930年8月31日 | 共和黨 | 明尼阿波利斯联邦储备银行行长                 |
| 5    | 尤金·I·迈耶 Eugene I. Meyer （1875-1959）                     |      | 1930年9月16日  | 1933年5月10日 | 共和黨 | 美國金融家                                   |
| 6    | 尤金·R·布萊克 Eugene R. Black （1873-1934）                   |      | 1933年5月9日   | 1934年8月15日 |        | 美國銀行家、商人                             |
| 7    | 馬里納·斯托達德·埃克爾斯 Marriner S. Eccles （1890-1977）     |      | 1934年11月15日 | 1948年2月3日  | 共和黨 | 美國銀行家、商人                             |
| 8    | 托马斯·B·麦凯布 Thomas B. McCabe （1893-1982）                |      | 1948年4月15日  | 1951年3月31日 | 共和黨 | 费城联邦储备银行董事会主席                   |
| 9    | 小威廉·麦克切斯尼·马丁 William McChesney Martin （1906-1998） |      | 1951年4月2日   | 1970年2月1日  | 民主黨 | 美國進出口銀行總裁                           |
| 10   | 阿瑟·F·伯恩斯 Arthur F. Burns （1904-1987）                   |      | 1970年2月1日   | 1978年3月8日  |        | 美國全國經濟研究所局長                       |
| 11   | G·威廉·米勒 G. William Miller （1925-2006）                   |      | 1978年8月8日   | 1979年8月6日  | 民主黨 | 德事隆董事会主席                             |
| 12   | 保羅·沃爾克 Paul A. Volcker Jr. （1927-2019）                 |      | 1979年8月7日   | 1987年8月10日 | 民主黨 | 紐約聯邦儲備銀行總裁（1975–1979）            |
| 13   | 艾伦·格林斯潘 Alan Greenspan （1926-）                        |      | 1987年8月11日  | 2006年1月31日 | 共和黨 | 美國鋁業公司董事會成員（1980年代中）         |
| 14   | 本·伯南克 Ben Shalom Bernanke （1953-）                       |      | 2006年2月1日   | 2014年2月3日  | 共和黨 | 美國總統經濟顧問委員會主席（2005年－2006年） |
| 15   | 珍妮特·耶倫 Janet Louise Yellen （1946-）                     |      | 2014年2月3日   | 2018年2月3日  | 民主黨 | 美國聯邦儲備管理委員會副主席                 |
| 16   | 杰罗姆·鲍威尔 Jerome Hayden Powell （1953-）                  |      | 2018年2月3日   | 现任          | 共和黨 | 美國聯邦儲備管理委員會委員                   |

## 外部連結
- Jerome H. Powell, Chair （页面存档备份，存于）